# 48.º Prêmio Jabuti
O 48º Prêmio Jabuti foi realizado em 2006, premiando obras literárias referentes a lançamentos de 2005.

## Prêmios
Os premiados foram:
- Mamede Mustafa Jarouche, Melhor Tradução por Tempo de migrar para o norte
- Nubia Melhem Santos, Maria Isabel Lenzi e Cláudio Figueiredo, Melhor Livro de Arquitetura e Urbanismo, Fotografia, Comunicação e Artes
- Márcio Seligmann-Silva, Melhor Livro de Teoria/Crítica Literária
- Antonio Gilberto Costa (Org.) / New Design, Melhor Projeto/Produção Editorial
- Eva Furnari, Melhor Ilustração de Livro Infantil ou Juvenil
- Heleno Bolfarine e Wilton O. Bussab, Melhor Livro de Ciências Exatas, Tecnologia e Informática
- Tales Am Ab Sáber, Melhor Livro de Educação, Psicologia e Psicanálise
- Taís Morais e Eumano Silva, Melhor Livro de Reportagem
- Cenpec - Centro de Estudos e Pesquisas em Educação, Cultura e Ação Comunitária, Melhor Livro Didático e Paradidático de Ensino Fundamental ou Médio
- Eduardo Felipe P. Matias, Melhor Livro de Economia, Administração, Negócios e Direito
- Ruy Castro, Melhor Livro de Biografia
- Elaine Ramos, Melhor Capa
- Affonso Romano de Sant'Anna, Melhor Livro de Poesia
- Domingos Meirelles, Melhor Livro de Ciências Humanas
- Fernando Nobre; Carlos V. Serrano Jr., Melhor Livro de Ciências Naturais e Ciências Da Saúde
- Marcelino Freire, Melhor Livro de Contos e Crônicas
- Gabriel O Pensador, Melhor Livro Infantil
- Jorge Miguel Marinho, Melhor Livro Juvenil
- Milton Hatoum, Melhor Livro de Romance
- Milton Hatoum, Livro do Ano Ficção
- Ruy Castro, Livro do Ano Não-Ficção

## Ver Também
- Prêmio Prometheus
- Os 100 livros Que mais Influenciaram a Humanidade
- Nobel de Literatura